# Prunelli-di-Fiumorbo
Prunelli-di-Fiumorbo (korsisch I Pruneddi di Fiumorbu; italienisch Prunelli di Fiumorbo) ist eine französische Gemeinde mit 3.736 Einwohnern (Stand: 1. Januar 2022) im Département Haute-Corse auf der Insel Korsika. Sie gehört zum Arrondissement Corte und zum Kanton Fiumorbo-Castello, dessen Hauptort (chef-lieu) sie ist. Die Bewohner nennen sich Prunellais (korsisch: Pruniddacci).

## Geografie
Innerhalb der Landschaft Fiumorbo gelegen, wird die Gemeinde vom namensgebenden Fluss Fium Orbu nach Norden begrenzt. Im Osten liegt das Tyrrhenische Meer. Umgeben wird Prunelli-di-Fiumorbo von den Nachbargemeinden Poggio-di-Nazza im Norden und Nordwesten, Ghisonaccia im Nordosten, Serra-di-Fiumorbo im Süden sowie Isolaccio-di-Fiumorbo im Westen.
Zur Gemeinde gehören neben dem Kernort noch die Ortschaften Migliacciaro, Morta, Abbazia, Agnatello und Casamozza. Durch die Gemeinde führt die Route nationale 198.

## Bevölkerungsentwicklung
| 1962 | 1968 | 1975 | 1982 | 1990 | 1999 | 2006 | 2017 |
| ---- | ---- | ---- | ---- | ---- | ---- | ---- | ---- |
| 1186 | 1536 | 1608 | 2339 | 2647 | 2745 | 3036 | 3660 |

## Sehenswürdigkeiten

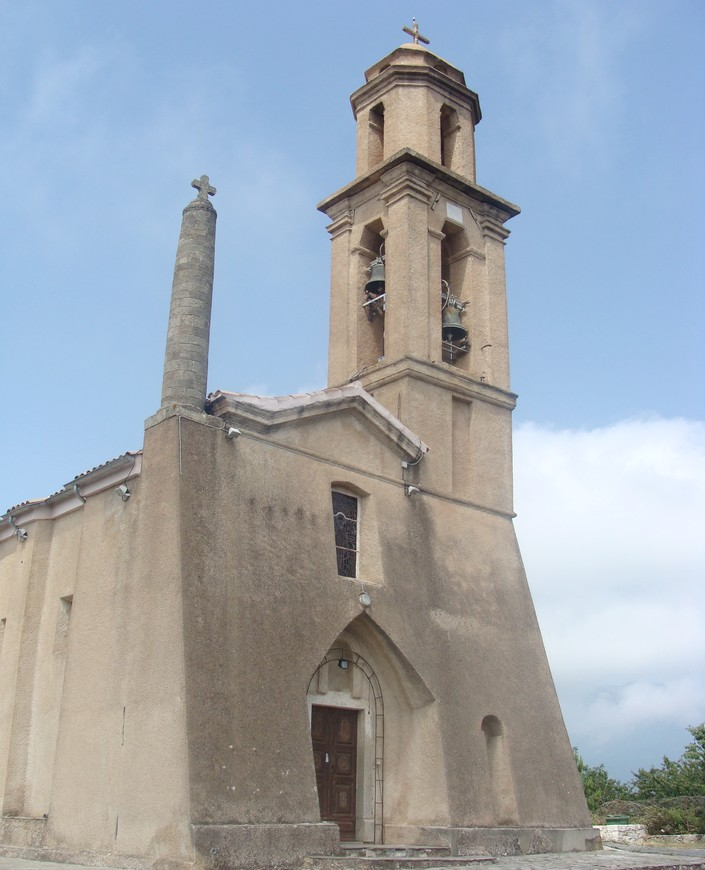
Kirche Sainte-Marie

- Kirche Sainte-Marie aus dem 16. Jahrhundert
- Ruinen der romanischen Kapelle Cursa aus dem 11. Jahrhundert
- Reste des Kapuzinerkonvents
- Ruinen der Abtei Saint-Jean-l’Evangeliste, vor- und frühromanisches Kloster
- alte Römerstraße
- Wohntürme aus dem Mittelalter
- Wassermühle